# منتخب فرنسا لاتحاد الرغبي للسيدات
منتخب فرنسا لاتحاد الرغبي للسيدات (بالفرنسية: Équipe de France féminine de rugby à XV)‏ هو ممثل فرنسا الرسمي في المنافسات الدولية في اتحاد الرغبي للسيدات. تأسس في 13 يونيو 1982.

## معرض صور

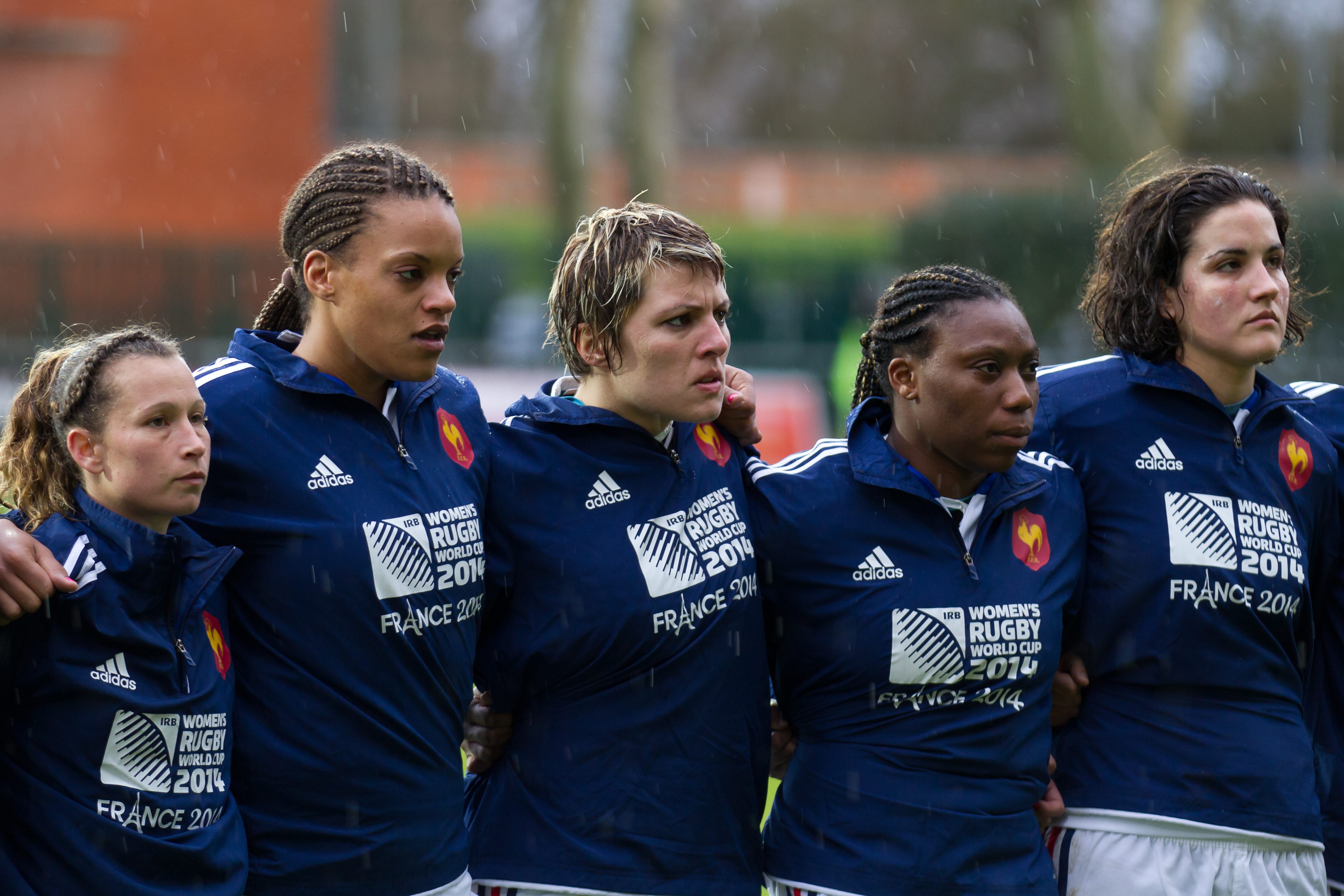
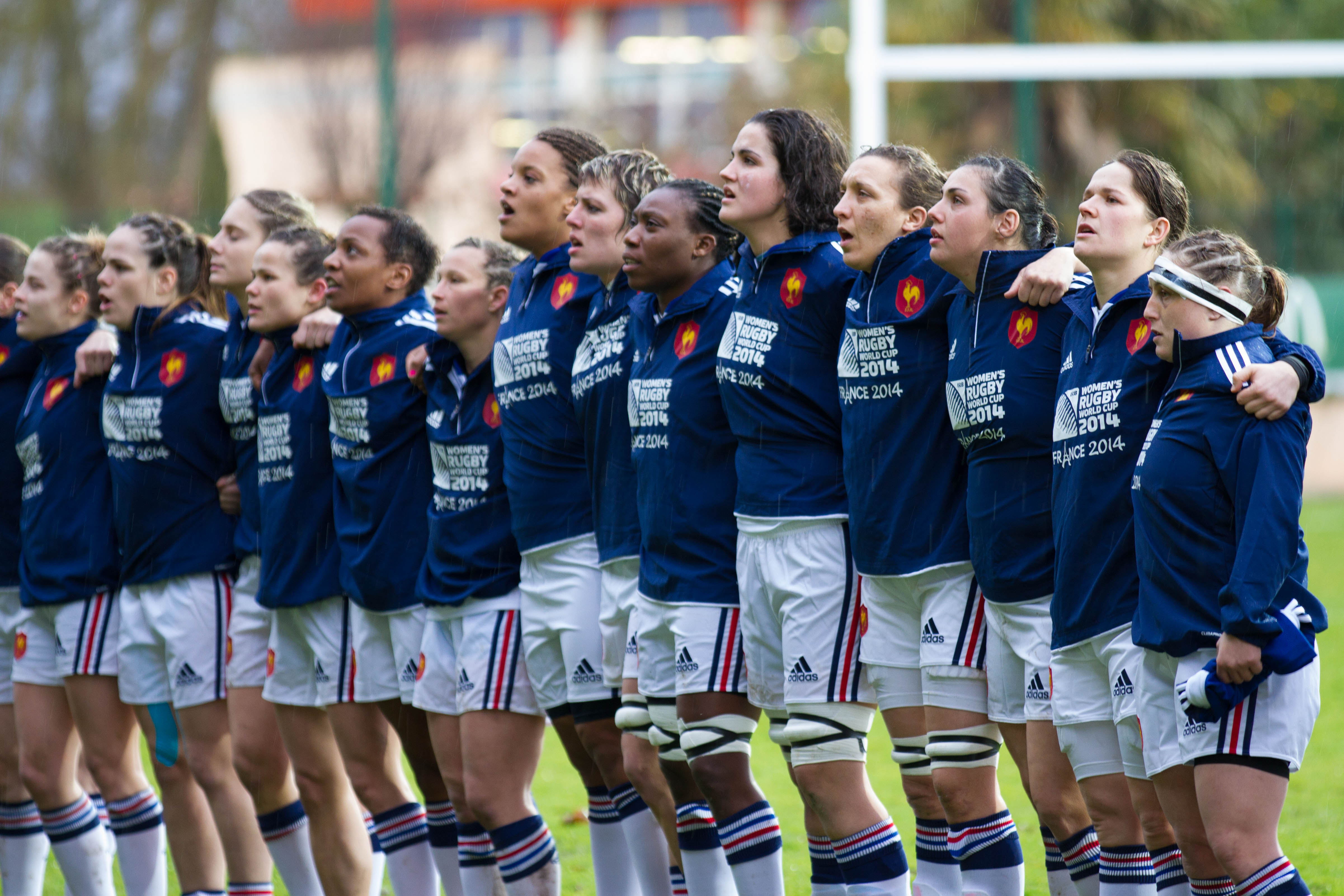
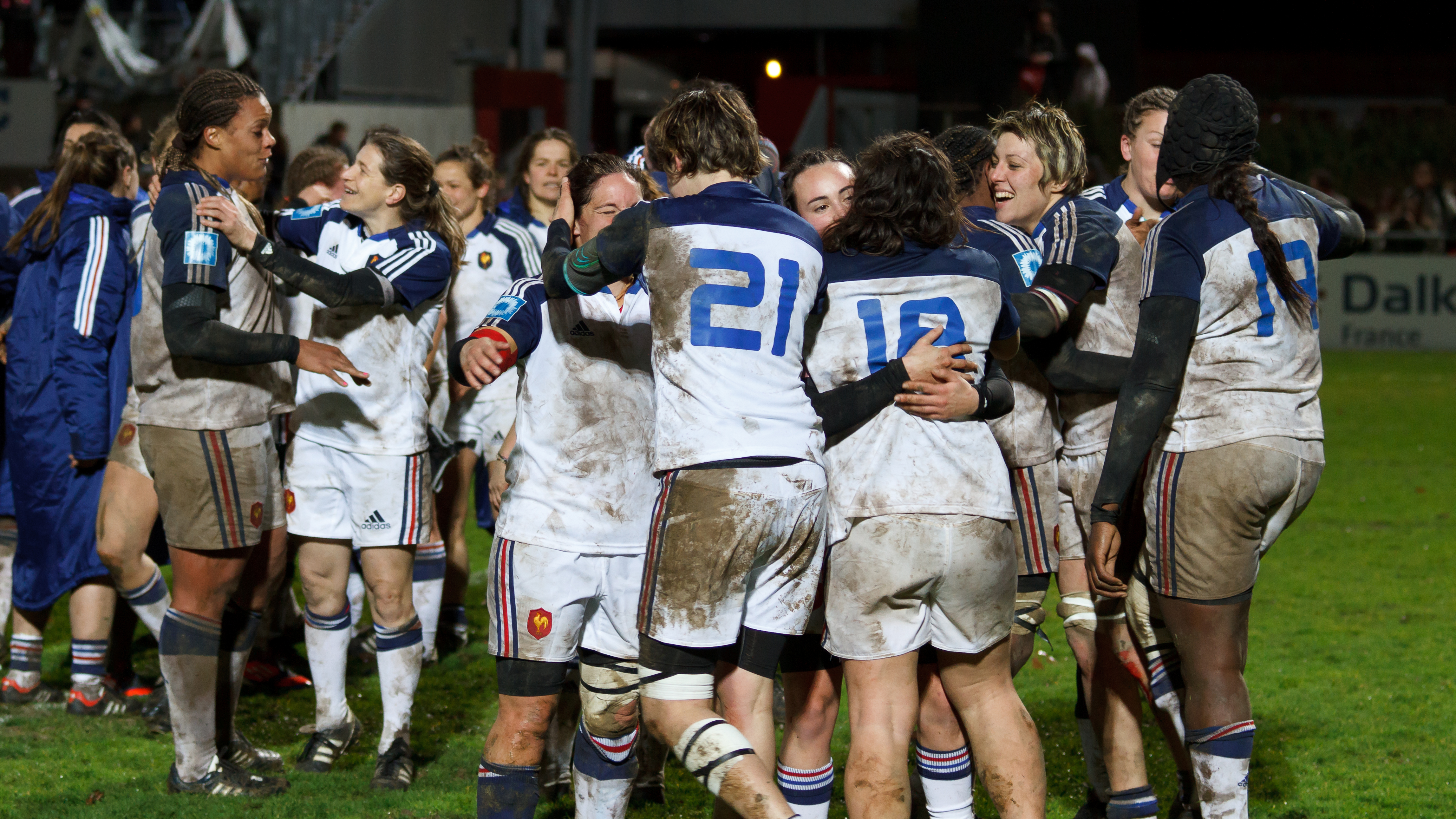

## وصلات خارجية
- الموقع الرسمي